# إلخارت (إلينوي)
إلخارت (بالإنجليزية: Elkhart)‏ هي منطقة سكنية تقع في الولايات المتحدة في إلينوي. يقدر عدد سكانها بـ 443 نسمة .

## الموقع الجغرافي
الموقع الجغرافي للمناطق المحيطة بهذه النقطة هو كالتالي:

## أعلام
- تومي تومسون
- جيك شتال